# Rachunek procesowy
Rachunek procesowy, lub rachunek procesów (ang. process calculus), także algebra procesów (ang. process algebra) – stosowane w informatycznej teorii konkurencji (ang. concurrency theory) zbiorcze określenie na różnorodne podejścia do opisu formalnego modelowania, analizy i transformacji systemów współbieżnych (równoległych i rozproszonych). Pozwalają na abstrakcyjny opis interakcji, komunikacji i synchronizacji między grupą niezależnych agentów lub procesów. Przykładami rachunku procesowego są:
- komunikacyjne procesy sekwencyjne (ang. communicating sequential processes, CSP),
- rachunek systemów komunikacyjnych (ang. calculus of communicating systems, CCS),
- algebra procesów komunikacyjnych (ang. algebra of communicating processes, ACP),
- rachunek ambientowy (ang. ambient calculus),
- rachunek π (ang. π-calculus).